# Vernon (Ardèche)
Vernon település Franciaországban, Ardèche megyében. Lakosainak száma 223 fő (2022. január 1.). Vernon Joyeuse, Ribes, Rosières és Sanilhac községekkel határos.

## Népesség
A település népessége az elmúlt években az alábbi módon változott:
| Lakosok száma | 192  | 170  | 203  | 213  | 219  | 233  | 232  | 229  | 223  | 223  |
|               | 1968 | 1982 | 1999 | 2006 | 2011 | 2015 | 2017 | 2018 | 2020 | 2022 |